# Sysprep
System Preparation tool, známý také jako Sysprep, je nástroj společnosti Microsoft k přípravě a konfiguraci operačních systémů Microsoft Windows k bitovému kopírování na další stanice, nebo provedení údržby, či přizpůsobení Windows před předáním koncovému uživateli.

## Historie
Program Sysprep byl původně navržen pro použití Windows NT 4.0.
Další verze byly zavedeny pro Windows 2000 a Windows XP jako součást instalačního media v souboru DEPLOY.CAB.
Od Windows Vista a Windows Server 2008 je nástroj Sysprep součástí systému.

## Účel
Jde především o jeden z nástrojů k vícenásobné instalaci systému. Software poskytuje Microsoft přímo na instalačním disku (druhým nástrojem na disku, s poněkud odlišným použitím je tzv. SIF). Pomocí něho lze vytvořit tzv. image disku. Sysprep tedy může být právě použit k přípravě operačního systému pro klonování případně méně výhodně na obnovu systému pomocí image disku. Je ovšem třeba upozornit, že úmyslně nezachovává (maže) identifikaci instalace na disku na kterém je spuštěn (licenci, SID).
V některých případech je to výhodné, v jiných nikoliv. Instalace systému Windows zahrnuje spoustu jedinečných prvků, které je většinou třeba tzv. zobecnit před zavedením a přípravou disk image pro další stanice.
Po provedení Sysprepu vznikne disk s obecnou instalací konkrétní verze operačního systému (např. Windows XP SP3 CZ OEM) ale s veškerým nainstalovaným softwarem.
Pokud tento disk chceme klonovat, nebo z něj vytvořit image (t. j. soubor obsahující podobu disku) potřebujeme k tomu nástroj třetí strany.

### Potřebné prvky
- Jméno stanice
- Licence
- PC se shodnou HAL a ACPI (Hardware Abstraction Layer, Advanced Configuration and Power Interface).
- Ovladače VGA a NIC.
- Bezpečnostní identifikátor (SID) – celosvětově unikátní číslo systému, pokud chceme SID identický systém.

Program Sysprep nalezne v jednotlivých krocích tyto základní prvky a vyjme je z klonu. Tím je zajištěna nezbytná budoucí unikátnost systému v síti.
Microsoft přesto upozorňuje na spuštění naklonovaného PC mimo síť z titulu MAC adresy a případného konfliktu na DHCP.
Administrátor může použít SetupMgr.exe ve Windows XP nebo System Image Manager ve Windows Vista k vytvoření souboru sysprep.inf. Ten obsahuje informace ke konfiguraci operačního systému a je pak použit k vyklonování systému z image.

## Požadavky na spuštění nástroje Sysprep
Nástroj Sysprep lze použít pouze v případě, že hardware počítače a související zařízení splňují následující požadavky:

- Počítače musí používat kompatibilní vrstvy HAL. Víceprocesorové systémy s řadičem APIC (Advanced Programmable Interrupt Controller) například musí používat stejnou vrstvu APIC HAL. Vrstva HAL standardního systému s řadičem PIC (Programmable Interrupt Controller) není kompatibilní s vrstvou APIC HAL ani MPS HAL (pozor, nezaměňovat s ACPI).
- Zařízení Plug and Play v referenčním a cílových počítačích, například modemy, zvukové karty, síťové adaptéry a grafické karty, nemusí být od stejného výrobce. Je však nutné, aby byly při prvním spuštění systému k dispozici ovladače pro tato zařízení – obdoba tzv. "F6".
- Velikost pevného disku v cílovém počítači nesmí být menší než velikost pevného disku v referenčním počítači. Je-li pevný disk v cílovém počítači větší, nesmí se rozdíl týkat primárního oddílu. Pokud je však primární oddíl zformátován pomocí systému souborů NTFS, můžete jej pomocí klíče ExtendOemPartition v souboru Sysprep.inf rozšířit.

## Vytvoření souboru odpovědí Sysprep.inf
Soubor odpovědí Sysprep.inf je textový soubor, ve kterém jsou uvedeny odpovědi na posloupnost dotazů zadávaných v grafickém uživatelském rozhraní (GUI) prostřednictvím dialogových oken. Soubor odpovědí Sysprep.inf používaný nástrojem Sysprep můžete vytvořit pomocí textového editoru (nebo SetupMgr.exe ve Windows XP nebo System Image Manager ve Windows Vista).

Soubor odpovědí musí mít název Sysprep.inf a musí být uložen ve složce Sysprep umístěné v kořenové složce jednotky, na které je nainstalován operační systém. Tyto soubory mohou být uloženy také na disketě. Pokud má složka Sysprep jiný název nebo syntaxi, popř. umístění, bude ji instalační program ignorovat.
V praxi to znamená následné zadávání jednotlivých parametrů ručně po startu systému.

## Použití nástroje Sysprep ve Windows XP
Sysprep naleznete v sadě Windows Deployment Tools – soubor Deploy.cab na instalačním disku ve složce \Support\Tools.
Vytvořte složku %Systemdrive%\Sysprep a obsah Deploy.cab sem rozbalte.
Můžete sem nakopírovat i soubor odpovědí Sysprep.inf. Bývá ale výhodné jej mít na disketě – je pak editovatelný nezávisle na klonu.
Potom spusťte sysprep.exe. Pokud jste si jisti, že chcete pokračovat (vymazání unikátních záznamů – viz předchozí) potvrďte spuštění.
Sysprep provede potřebné operace a stanici vypne.
Systémový disk jste tak přetvořili na zdroj klonu.

## Formát souboru odpovědí Sysprep.inf
Přehled základních formátů a parametrů v souboru odpovědí:
- [Unattended]
- ExtendOemPartition
- OemPnPDriversPath
- OemSkipEula
- InstallFilesPath
- UpdateInstalledDrivers
- TapiConfigured
- [GuiUnattended]
- AdminPassword
- Autologon
- AutoLogonCount
- OEMDuplicatorString
- TimeZone
- [UserData]
- [LicenseFilePrintData]
- [GuiRunOnce]
- [Display]
- [RegionalSettings]
- [Networking]
- [Identification]